# Bracon zonulatus
Bracon zonulatus är en stekelart som beskrevs av Josef Fahringer 1928. Bracon zonulatus ingår i släktet Bracon och familjen bracksteklar. Inga underarter finns listade.